# ماجي رينزي
ماجي رينزي (بالإنجليزية: Maggie Renzi)‏ هي منتجة أفلام وممثلة أمريكية، ولدت في 1951.

## وصلات خارجية
- ماجي رينزي على موقع IMDb (الإنجليزية)
- ماجي رينزي على موقع الموسوعة البريطانية (الإنجليزية)
- ماجي رينزي على موقع ألو سيني (الفرنسية)
- ماجي رينزي على موقع أول موفي (الإنجليزية)
- ماجي رينزي على موقع قاعدة بيانات الأفلام السويدية (السويدية)
- ماجي رينزي على موقع قاعدة بيانات الفيلم (الإنجليزية)
- ماجي رينزي على موقع كينوبويسك (الروسية)